# Військова вулиця (Київ)
Військо́ва ву́лиця — вулиця в Голосіївському районі міста Києва, місцевість Багринова гора. Пролягає від проспекту Науки до вулиці Квітки-Основ'яненка (з останньою з'єднується сходами).
Прилучається Багринова вулиця, безіменний проїзд до Новокорчуватської вулиці та Буковинський провулок.

## Історія
Вулиця виникла в середині XX століття під назвою 8-ма Нова. Сучасна назва — з 1944 року.